# Астаев, Ертаргын Какимбекович
Ертаргы́н Какимбе́кович Аста́ев (каз. Ертарғын Кәкімбекұлы Астаев; род. 2 октября 1950, колхоз им. Калинина, Алма-Атинская область) — казахстанский государственный деятель; аким города Тараз (2009—2010), депутат Сената Парламента Республики Казахстан (с 2011).

## Биография
В 1968—1970 годы работал в родном районе: помощником чабана колхоза им. Калинина, в 1970 — рабочим топографического отряда института «Казгипроводхоз».
В 1975 году окончил Алма-Атинский институт народного хозяйства по специальности «экономист», после чего работал в Талгарском районе: экономист, товаровед райпотребсоюза (1975—1977), заместитель председателя Горно-Октябрьского совхозрабкоопа (1977—1979); в 1979—1984 — директор объединения автомагазинов (Талгар).
С 1984 года работал в Московском районе Алма-Аты: директор райпищеторга, с 1989 — заместитель председателя райисполкома, с 1992 — заместитель главы районной администрации. В 1989—1992 годы избирался депутатом райсовета.
В 1993 году — 1-й заместитель председателя Алматинского городского территориального комитета по государственному имуществу, в 1993—1996 — вице-президент финансово-инвестиционной компании «Алемсистем» (Алма-Ата).
В 1996—1997 годы — заместитель акима Алатауского района (Алма-Ата); в 1997—1998 — 1-й вице-президент АО «Кемер».
С марта 1998 года — заместитель, затем 1-й заместитель акима, с декабря 2009 — аким города Тараз. Одновременно в 2003 году окончил университет «Аулие Ата» по специальности «юриспруденция».
С ноября 2010 года — аким Жамбылского района Жамбылской области.
С августа 2011 года — депутат Сената Парламента Республики Казахстан от Жамбылской области, секретарь Комитета по финансам и бюджету.

### Семья
Жена — Мария Астаева.
Дети: дочь Дина (р. 1986), сын Талгат (р. 1980).

## Награды
- Орден «Парасат»
- Медали «20 лет независимости Республики Казахстан» (2001), «10 лет Конституции Республики Казахстан» (2005), «За трудовое отличие» (2007)
- Почётный гражданин Тараза и Талгарского района Алматинской области[1].